# Matvei Blanter
Matvei Blanter (în rusă Матвей Исаакович Блантер; n. 28 ianuarie/10 februarie 1903, Pocep, Cernigov⁠(d), Imperiul Rus – d. 27 septembrie 1990, Moscova, RSFS Rusă, URSS) a fost un compozitor rus.